# Benedictinas de Jesús Crucificado
La Congregación de Hermanas Benedictinas de Jesús Crucificado (oficialmente en francés: Congrégation des Sœurs Bénédictines de Jésus Crucifié) es una congregación religiosa católica femenina de vida contemplativa y de derecho pontificio, fundada por el sacerdote francés Maurice Gaucheron y la religiosa Suzanne Wrotnowska, en París, en 1930. A las monjas de este instituto se les conoce como benedictinas de Jesús Crucificado o hermanas de Jesús Crucificado.

## Historia
La congregación fue fundada por el sacerdote francés Maurice Gaucheron, en la Basílica del Sagrado Corazón de Montmartre, en la ciudad de París, el 11 de abril de 1930, con la ayuda de la Suzanne Wrotnowska. El ideal del nuevo instituto era acoger a las jóvenes rechazadas por otras órdenes o congregaciones religiosas, por problemas de salud. Para la formación de las primeras aspirantes se pidiño ayuda a las Hermanas Franciscanas Misioneras de María, de la comunidad de Les Châtelets, hasta que les fue posible fundar el primer monasterio en Brou-sur-Chantereine, en 1933.
La congregación recibió la aprobación diocesana, primero de Frédéric Edouard Camille Lamy, obispo de Meaux, como Pía Unión, el 19 de julio de 1933; y luego por su sucesor, Joseph Evrard, quien la convirtió en congregación religiosa de derecho diocesano, lo cual le permitió abrirse a otras diócesis, entre ellas, la primera comunidad fuera de Francia, Tournai, en Bélgica.
El carácter integrante de candidatas enfermas en un instituto religioso, llamó la atención de la Santa Sede, por lo cual aprobó la congregación, mediante Decretum laudis, del 22 de abril de 1950. Finalmente, la aprobación definitiva la recibió de parte del papa Juan XXIII, el 30 de agosto de 1960.

## Organización
La Congregación de Hermanas Benedictinas de Jesús Crucificado es un instituto religioso pontificio, compuesta por un conjunto de monasterios con un gobierno centralizado. A la cabeza de la misma está la superiora general. La sede central se encuentra en Brou-sur-Chantereine (Francia).
Las benedictinas de la Providencia se dedican a la oración contemplativa, acogiendo en sus monasterios a quienes en grupos o solos quieran vivir una experiencia personal con Dios, según las enseñanzas de la Iglesia católica, viven según la Regla de san Benito y forman parte de la Confederación Benedictina. En 2015, el instituto contaba con unas 76 religiosas y 4 monasterios,, a saber: monasterio de San José, en Brou-sur-Chantereine (Francia); monasterio de San Joaquín, en Saint-James (Francia); monasterio de la Cruz Gloriosa, en Branford (Estados Unidos); y el monasterio de la Encarnación, en Saint-Loup-sur-Aujon (Francia), el cual tiene un monasterio filial en Japón.